# Bystřičníkovití
Bystřičníkovití (Latiidae) je čeleď malých sladkovodních plžů, jejíž zástupci se endemitně vyskytují pouze na Severním ostrově Nového Zélandu. Čeleď zahrnuje jediný rod bystřičník (Latia), který obsahuje jeden, případně tři recentní druhy plžů. Jedná se o jediné známé sladkovodní měkkýše, kteří dokáží vyzařovat světlo.

## Systematika
Bystřičníkovití (Latiidae) zahrnují pouze jediný rod bystřičník (Latia). Taxonomie bystřičníkovitých není zcela vyjasněna. Někdy se rozeznávají tři druhy (viz níže), nicméně genetické analýzy napovídají, že se může jednat o ten samý druh. Případné tři druhy jsou následující:
- Latia lateralis (vyskytuje se v oblasti Northlandu)
- Latia climoi (Wellington)
- Latia neritoides (Auckland) – v češtině znám jako bystřičník svítivý

Za nejbližší příbuzné bystřičníků se považují chilínovití (Chilinidae), kteří se vyskytují pouze v Jižní Americe. Společný prapředek obou linií je tak patrně více než 80 milionů let starý, což je přibližný čas vydělení Nového Zélandu z Gondwany.

## Popis

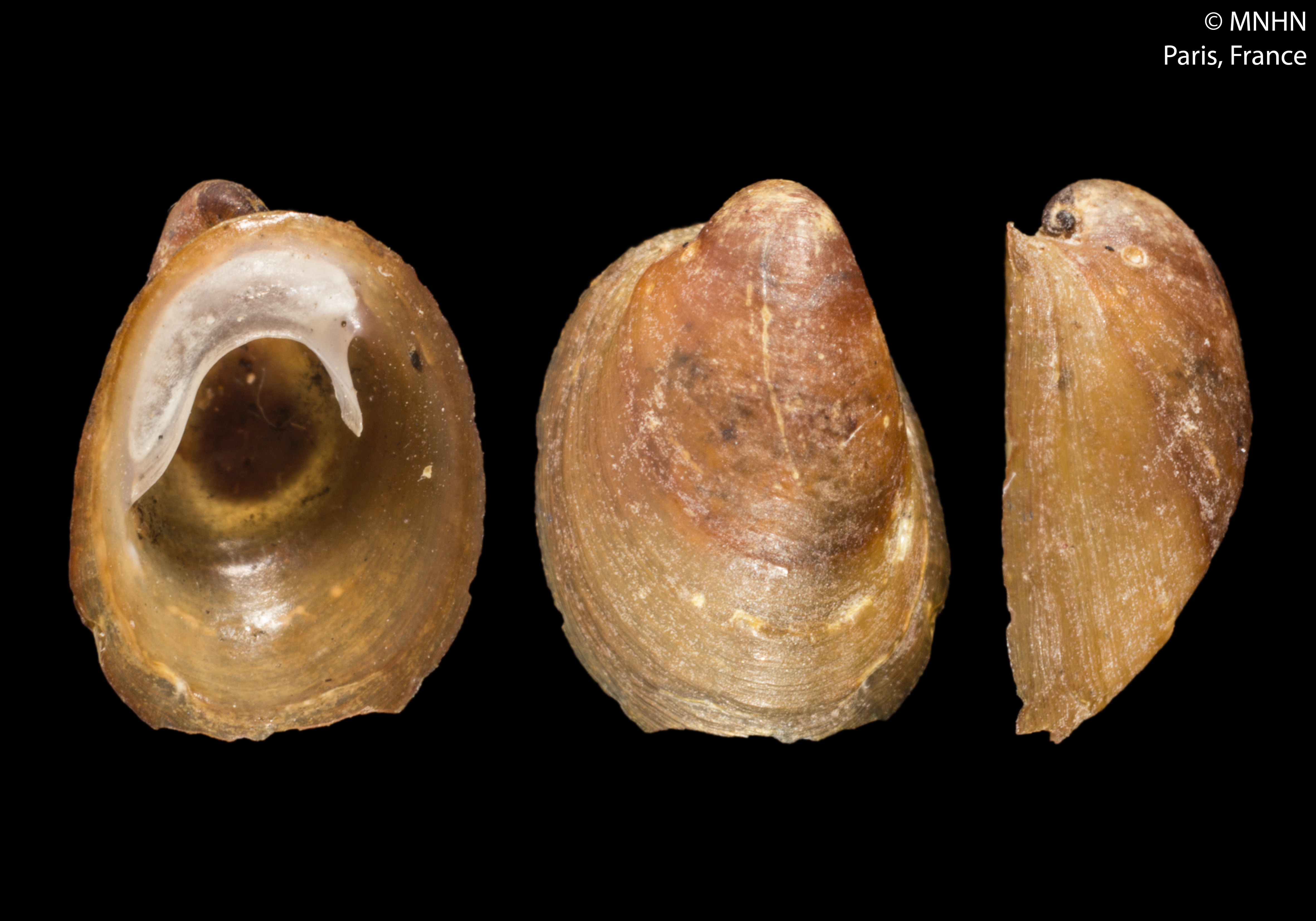
Schránka bystřičníka svítivého z různých úhlů

Hnědá silná schránka má elipsovitý tvar o délce max. 11 mm. Tělo tvoří silná protáhla noha, oči se nachází na konci tykadel. Centrální zub raduly je dvoucípý, laterální (postranní) zuby jsou jednocípé a marginální (okrajové) zuby jsou trojcípé. Čelist chybí. Plicní dutina s otvorem se nachází na pravé straně.

## Bioluminiscence
Bystřičníci jsou jediní známí sladkovodní měkkýši na světě, kteří dovedou produkovat světlo. Bioluminiscenční světlo je vyřazováno skrze slizký sekret, který plži vylučují v případě vyrušení. Tento sliz patrně slouží jako obranný mechanismus před predátory. Jednak to může odlákat jejich pozornost, a jednak se sliz může na predátora přilepit a tím jej učinit viditelným jiným predátorům. Jedná se nicméně o pracovní hypotézu, neboť není ani jasné, jací živočichové by bytřičníky případně jedli.

## Rozšíření a výskyt
Bystřičníci se vyskytují pouze na Severním ostrově Nového Zélandu. Jsou vázáni na sladké, pomalu až rychle plynoucí řeky a bystřiny, kde žijí přichycení na hranách a spodních stranách kamenů. Jsou náchylní na znečištění vod sedimenty, písky a chemikáliemi.
Není zřejmé, proč se nevyskytují na Jižním ostrově, který byl v minulosti se Severní ostrovem spojen.